# Wielki Guslar i okolice
Wielki Guslar i okolice – zbiór opowiadań Igora Możejki wydany w Polsce w 1987 roku pod pseudonimem literackim Kir Bułyczow. Książka zawiera 18 rozdziałów oraz przedmowę autora. Wyboru opowiadań dokonał sam Bułyczow. Przekładu dokonali Tadeusz Gosk oraz Anita Tyszkowska-Gosk. 
Książka opisuje krótkie niecodzienne historie, które mają miejsce w fikcyjnym mieście Wielki Guslar. Kir Bułyczow przedstawia w swoich opowieściach wypaczoną rzeczywistość współczesnej mu Rosji, zawsze przedstawioną z przymrużeniem oka. Tak więc bohaterowie rosyjskich filmów wojennych nie zawsze muszą bohatersko ginąć pod koniec filmu, a sztuczny kawior niekoniecznie jest bezużyteczny, pomimo złego smaku. Postacie występujące w książce są kryształowymi charakterami, na jakich w swych założeniach musiałby się opierać system komunistyczny.
Pierwsze, krótkie opowiadanie Wielki Guslar: krótki przewodnik opisuje dokładnie historię, położenie, atrakcje oraz krajobraz miasta, pozostawiając kilka zdań na początku oraz jedno na końcu kosmitom, którzy w "zaczęli się w mieście pojawiać w roku 1967".
Opowiadania nie stanowią istotnej całości, natomiast ułożone są niejako chronologicznie - korzystają z elementów wykorzystanych już w poprzednich rozdziałach, jak np. Dwie metody teleportacji w stosunku do Uparty Marsjasz.

## Spis opowiadań
- Wielki Guslar: krótki przewodnik, przełożył Tadeusz Gosk
- Trzeba pomóc, przełożył Tadeusz Gosk
- Świeży transport złotych rybek, przełożył Tadeusz Gosk
- Kontakty osobiste, przełożył Tadeusz Gosk
- Dwie krople na szklankę wina, przełożył Tadeusz Gosk
- Wzajemność, przełożył Tadeusz Gosk
- Parowóz dla cara, przełożył Tadeusz Gosk
- Termometr uczuć, przełożył Tadeusz Gosk
- Śladami Bombarda, przełożył Tadeusz Gosk
- Ukochany uczeń fakira, przełożył Tadeusz Gosk
- Retrogenetyka, przełożył Tadeusz Gosk
- Zmartwychwstanie Czapajewa, przełożył Tadeusz Gosk
- Uparty Marsjasz, przełożyła Anita Tyszkowska-Gosk
- Czarny Kawior, przełożyła Anita Tyszkowska-Gosk
- Dwie metody teleportacji, przełożyła Anita Tyszkowska-Gosk
- Timeo Danaos, przełożyła Anita Tyszkowska-Gosk
- Są wolne miejsca, przełożyła Anita Tyszkowska-Gosk
- Rycerze na rozdrożach, przełożył Tadeusz Gosk

## Postacie
Książka wykorzystuje korowód barwnych i niepowtarzalnych postaci, wszelako łączy je stereotypowość - każda niemalże postać pierwszoplanowa jest przykładem tego, jak obywatel komunistycznej republiki powinien myśleć i działać, bądź jest tego dokładnym zaprzeczeniem.

### Profesor Minc
Profesor Minc jest najtęższym umysłem Wielkiego Guslaru, i jednocześnie niekwestionowalnie najważniejszą postacią całego zbioru opowiadań. Potrafi on, poświęcając na to odpowiednio dużo czasu, wykonać dowolne zadanie, np. stworzyć teleporter bądź napój dodający chęci do pracy. Duża część opowiadań wykorzystuje jego wynalazki jako tło wydarzeń.

### Korneliusz Udałow
Jeden z głównych bohaterów opowiadań Bułyczowa.